# Peru (Illinois)
Peru es una ciudad ubicada en el condado de LaSalle en el estado estadounidense de Illinois. En el Censo de 2010 tenía una población de 10 295 habitantes y una densidad poblacional de 438,1 personas por km².

## Geografía
Peru se encuentra ubicada en las coordenadas 41°20′50″N 89°8′1″O / 41.34722, -89.13361. Según la Oficina del Censo de los Estados Unidos, Peru tiene una superficie total de 23.5 km², de la cual 23.22 km² corresponden a tierra firme y 0.28 km² (1.19 %) es agua.

## Demografía
Según el censo de 2010, había 10 295 personas residiendo en Peru. La densidad de población era de 438,1 hab./km². De los 10 295 habitantes, Peru estaba compuesto por el 93.88 % blancos, el 0.7 % eran afroamericanos, el 0.26 % eran amerindios, el 1.62 % eran asiáticos, el 0 % eran isleños del Pacífico, el 2.18 % eran de otras razas y el 1.36 % pertenecían a dos o más razas. Del total de la población el 6.15 % eran hispanos o latinos de cualquier raza.